# محوطه شهر دراز ۲
محوطه شهر دراز ۲ مربوط به هزاره سوم و ۲ قبل از میلاد است و در شهرستان ایرانشهر، بخش مرکزی، دهستان شهر حومه، ۱/۲ کیلومتری شمال گورستان روستای شهر دراز واقع شده و این اثر در تاریخ ۱۵ اسفند ۱۳۸۵ با شمارهٔ ثبت ۱۷۹۴۹ به‌عنوان یکی از آثار ملی ایران به ثبت رسیده است.